# Scotoecus hirundo
Scotoecus hirundo (de Winton, 1899) è un pipistrello della famiglia dei Vespertilionidi diffuso nell'Africa subsahariana.

## Descrizione

### Dimensioni
Pipistrello di piccole dimensioni, con la lunghezza totale tra 77 e 105 mm, la lunghezza dell'avambraccio tra 28 e 40 mm, la lunghezza della coda tra 28 e 40 mm, la lunghezza del piede tra 8 e 10 mm, la lunghezza delle orecchie tra 9 e 14 mm e un peso fino a 15 g.

### Aspetto
La pelliccia è corta, soffice e densa. Le parti dorsali sono marroni scure o bruno-olivastre, mentre le parti ventrali sono grigie o color beige, talvolta con il petto più chiaro. La testa è alquanto appiattita, il muso è largo, marrone scuro e con le narici che si aprono lateralmente su di un cuscinetto trasversale. Gli occhi sono molto piccoli. Le orecchie sono corte, ovali, ben separate tra loro e con la punta arrotondata. Il trago è corto, largo, con l'estremità arrotondata piegata in avanti. Le membrane alari sono marroni scure e leggermente semi-trasparenti. La lunga coda è inclusa completamente nell'ampio uropatagio. Il cariotipo è 2n=30 FNa=50.

### Ecolocazione
Emette ultrasuoni a basso ciclo di lavoro sotto forma di coppie impulsi di durata intermedia a frequenza quasi costante di 30–34 kHz il primo, mentre di durata più breve e a frequenza modulata il secondo.

## Biologia

### Comportamento
Si rifugia sotto i tetti di capanne o case. Raggiunge uno stato di torpore durante il giorno a temperature sotto i 21 °C. Probabilmente effettua migrazioni durante le stagioni secche.

### Alimentazione
Si nutre di insetti catturati su spazi aperti o sopra la volta forestale. Cattura le prede a velocità elevate e con lunghi voli intervallati da spettacolari manovre acrobatiche.

### Riproduzione
Danno alla luce due piccoli alla volta nel mese di novembre. Gli accoppiamenti si svolgono a marzo, successivamente le femmine trattengono lo sperma o ritardano l'impianto embrionico fino ad agosto.

## Distribuzione e habitat
Questa specie è diffusa nell'Africa subsahariana, dal Senegal alla Somalia meridionale ad est e al Malawi a sud.
Vive in boschi, boscaglie, arbusteti, boschi di miombo, fattorie, foreste pluviali relitte, boschi ripariali, giardini, villaggi e città tra 100 e 1.500 metri di altitudine.

## Tassonomia
Sono state riconosciute 4 sottospecie:
- S.h.hirundo: Senegal sud-occidentale, Gambia occidentale, Sierra Leone settentrionale, Costa d'Avorio, Ghana, Benin;
- S.h.albigula (Thomas, 1909): Kenya, Tanzania, Malawi meridionale, Mozambico centrale, Angola centro-orientale;
- S.h.falabae (Thomas, 1915): Nigeria, Camerun settentrionale;
- S.h.hindei (Thomas, 1901): Repubblica Centrafricana settentrionale, Sudan del Sud, Etiopia, Repubblica Democratica del Congo nord-orientale e sud-orientale, Uganda nord-occidentale, Somalia meridionale.

Alcuni autori considerano le sottospecie S.albigula e S.h.hindei come forme distinte.

## Conservazione
La IUCN Red List, considerato il vasto areale, classifica S.hirundo come specie a rischio minimo (Least Concern)).